# Pierre Fauchard
Pour les articles homonymes, voir Fauchard.
Pierre Fauchard, né le 2 janvier 1679 au bois Béranger à Saint-Denis-de-Gastines, et mort le 21 mars 1761 à Paris, est un chirurgien dentiste français, considéré comme le père de la chirurgie dentaire moderne.

## Biographie
Fils du tisserand Gilles Fauchard, et de Mathurine Germain,, après avoir été élève chirurgien, on le retrouve en 1696 à Angers, où il exerce déjà le métier de chirurgien-dentiste.

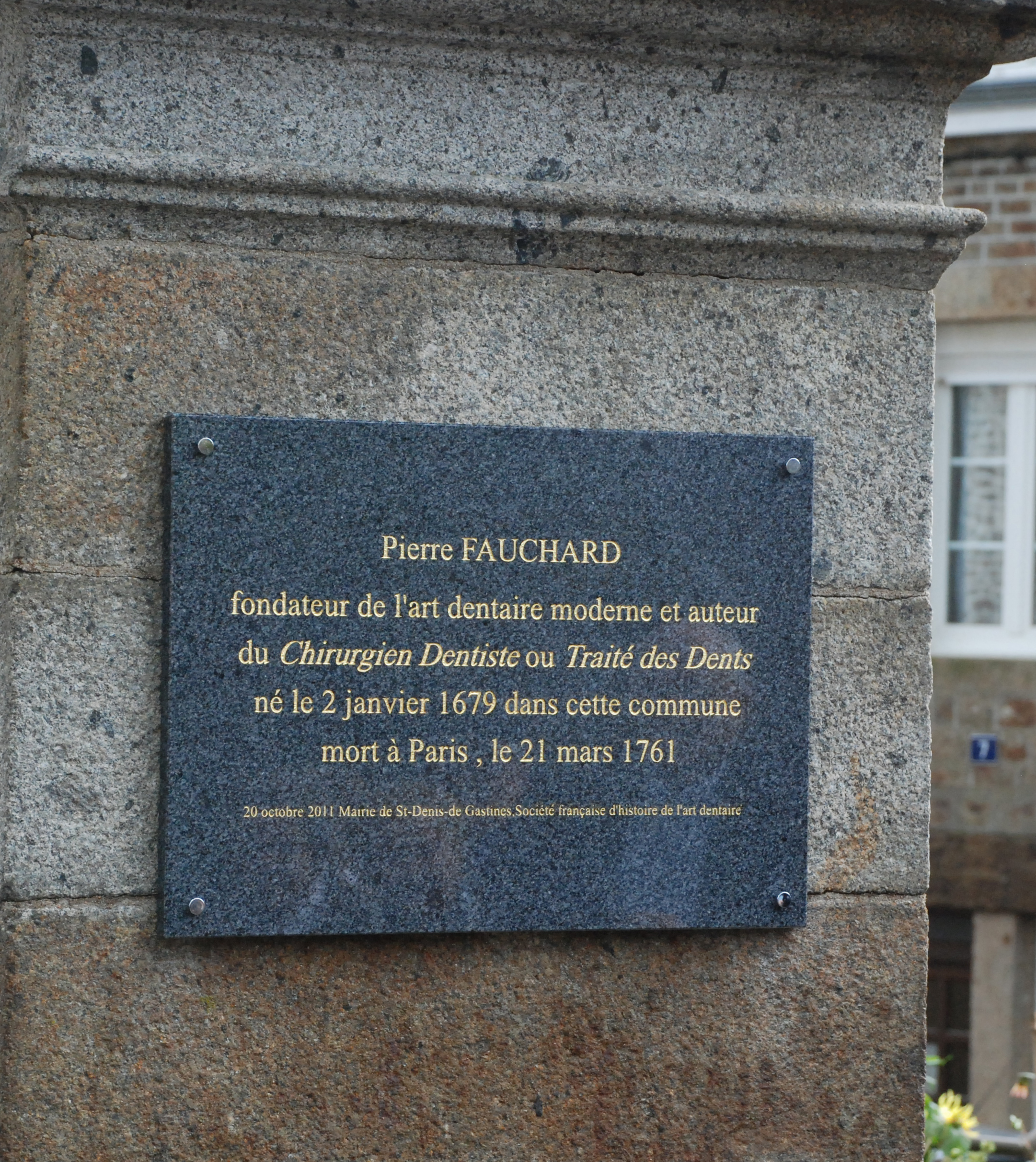
Commémoration de la naissance de Pierre Fauchard, à Saint-Denis-de-Gastines, le 20 octobre 2011.

Dans la préface de son ouvrage, il écrit avoir suivi une formation au Service de Santé de la Marine, auprès d'Alexandre Poteleret, chirurgien major des vaisseaux du roi, qui était spécialiste des maladies dentaires, mais aucun document connu n'atteste de cette formation. Jean Angot suggère que Fauchard a obtenu le titre d’expert pour les dents avant 1708, puis de chirurgien en 1711 ou 1712. Dès lors, il a exercé, comme il était d’usage à l’époque, de manière itinérante dans toute la France et ouvert une boutique en 1718, rue des Fossés-Saint-Germain-des-Prés.
Arrivé à Paris vers 1718, il acquiert une grande renommée. Avec la publication, en 1728, de son traité intitulé le Chirurgien dentiste, ou Traité des dents.
Ayant mis en avant la technique de fraisage et de forage dans la chirurgie dentaire, il préconise l'utilisation des plombages pour remplir les cavités et ainsi limiter les déchets alimentaires pouvant s'y coincer. Il préconise également, suivant l’usage en cours depuis l’Antiquité, les bains de bouche, matin et soir, avec de l'urine. L’un des composés chimiques présents dans l’urine étant l’ammoniac, celle-ci était bénéfique aux patients souffrant de maux de dents.
Durant son activité, il forme plusieurs dentistes, comme il était d'usage, son neveu Gaillard-Courtois, Gaulard et surtout son beau-frère Laurent Tugdual-Duchemin, qu'il considère comme « son unique élève ».
Le 17 août 1729, il épouse Élisabeth Guillemette Chemin, issue d'une famille de la Comédie-Française. Ils ont un fils le 19 mars 1737, Jean-Baptiste, qui devient un acteur célèbre sous le nom de scène de Grandmesnil. Après la mort de sa femme le 10 novembre 1739, il épouse la petite-cousine de cette dernière, Louise Rousselot, le 5 juin 1747, mais ils se séparent le 19 janvier 1751.
Le château de Grand-Mesnil qu’il a acheté à Bures-sur-Yvette, en 1734, constitue aujourd’hui l’annexe de l'hôpital d'Orsay.
En 1747, il s'établit rue des Cordeliers, où il meurt en 1761. Son associé, André Leroux de la Fonde (1724-1789), reprend alors son enseigne.

## Le Chirurgien dentiste

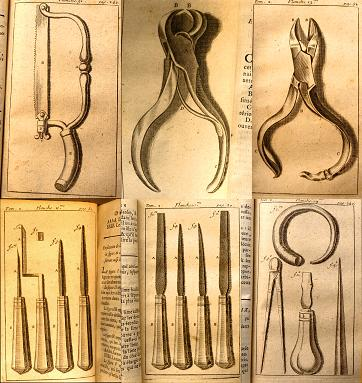
Instruments présentés dans Le Chirurgien dentiste.

Œuvre majeure de Pierre Fauchard, Le Chirurgien dentiste, ou Traité des dents, paru en 1728, est la première compilation des connaissances de l'époque en odontologie. Ce livre est considéré comme marquant le début de l'odontologie moderne. Il connaît une deuxième édition en 1746, revue, corrigée et augmentée.
Fauchard n'y décrit pas simplement l'anatomie dentaire, mais également des techniques d'intervention sur différentes pathologies, et y présente plusieurs instruments qu'il a conçus. Chacun de ces aspects est ainsi traité dans une partie propre :
- la première se concentre sur l'anatomie dentaire, son développement ou encore les maladies pouvant toucher aussi bien les enfants que les adultes ;
- la deuxième sur les différents traitements que l'auteur a réalisés avec succès ;
- la troisième contient la description d'instruments chirurgicaux, de techniques opératoires ou encore de prothèses.

## Hommages
Jean Lebel et Blatter ont peint son portrait, gravé par Jean-Baptiste Scotin.
- Musée d'art dentaire Pierre-Fauchard, aujourd'hui fermé.
- Un service d'accès aux soins bucco-dentaires pour les plus pauvres a été ouvert le 19 septembre 2002 à la Pitié-Salpêtrière.
- Un timbre postal a été émis, le 1er juillet 1961 à Paris, avec une oblitération premier jour, pour célébrer le bicentenaire de la mort de Pierre Fauchard[4].
- Son nom est inscrit sur une plaque commémorative dans sa ville natale, Saint-Denis-de-Gastines, depuis le 20 octobre 2011.